# Ed Sullivan Theater

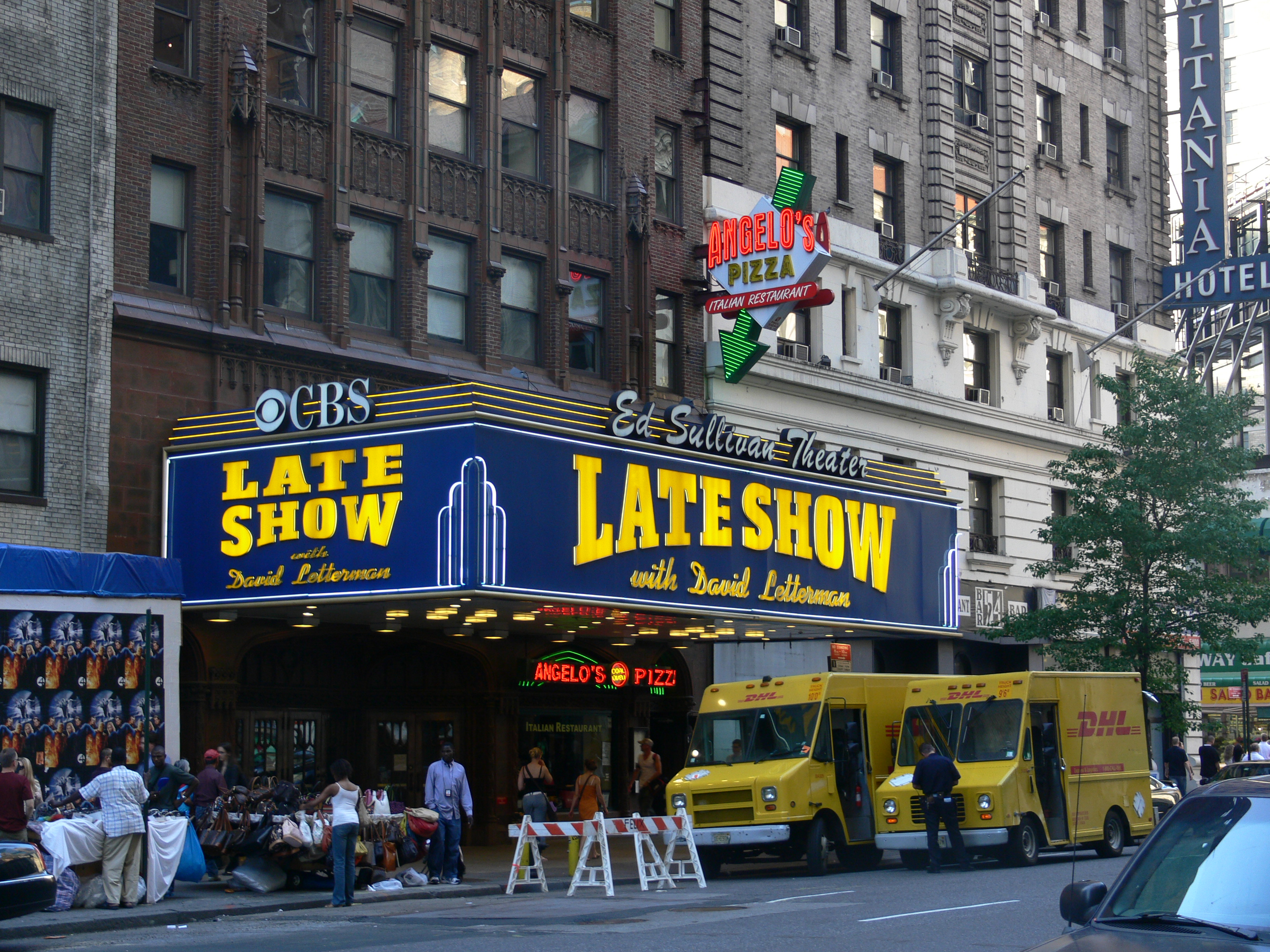
Ed Sullivan Theater

Das Ed Sullivan Theater ist ein Theater in Manhattan, New York City.
Das Theater befindet sich am 1697–1699 Broadway zwischen der West 53rd und West 54th. Es bietet 1.200 Besuchern Platz. Das Gebäude wurde von dem Architekten Herbert J. Krapp entworfen und zwischen 1925 und 1927 durch Arthur Hammerstein errichtet. Anfangs erhielt das Theater den Namen Hammerstein Theater in Erinnerung an Oscar Hammerstein, den Vater von Arthur Hammerstein. 1931 ging Arthur Hammerstein insolvent und veräußerte das Theater. Seit 1936 ist der US-amerikanische Fernsehsender Columbia Broadcasting System Eigentümer.
Von 1948 bis Juni 1971 diente das Theater als Fernsehstudio für die Sendung The Ed Sullivan Show, in deren Rahmen die Beatles, die von Ed Sullivan 1963 nach ihrer Landung mit dem Flugzeug in Schweden engagiert wurden, erstmals in den Vereinigten Staaten auftraten. Ebenso wurden The Merv Griffin Show sowie weitere Spieleshows von hier gesendet. Von 1993 bis Mai 2015 wurde hier die Sendung Late Show with David Letterman aufgezeichnet. Nach einem Umbau wird seit 2015 von dort die Late Show with Stephen Colbert ausgestrahlt.